# Josep Maria Monravà

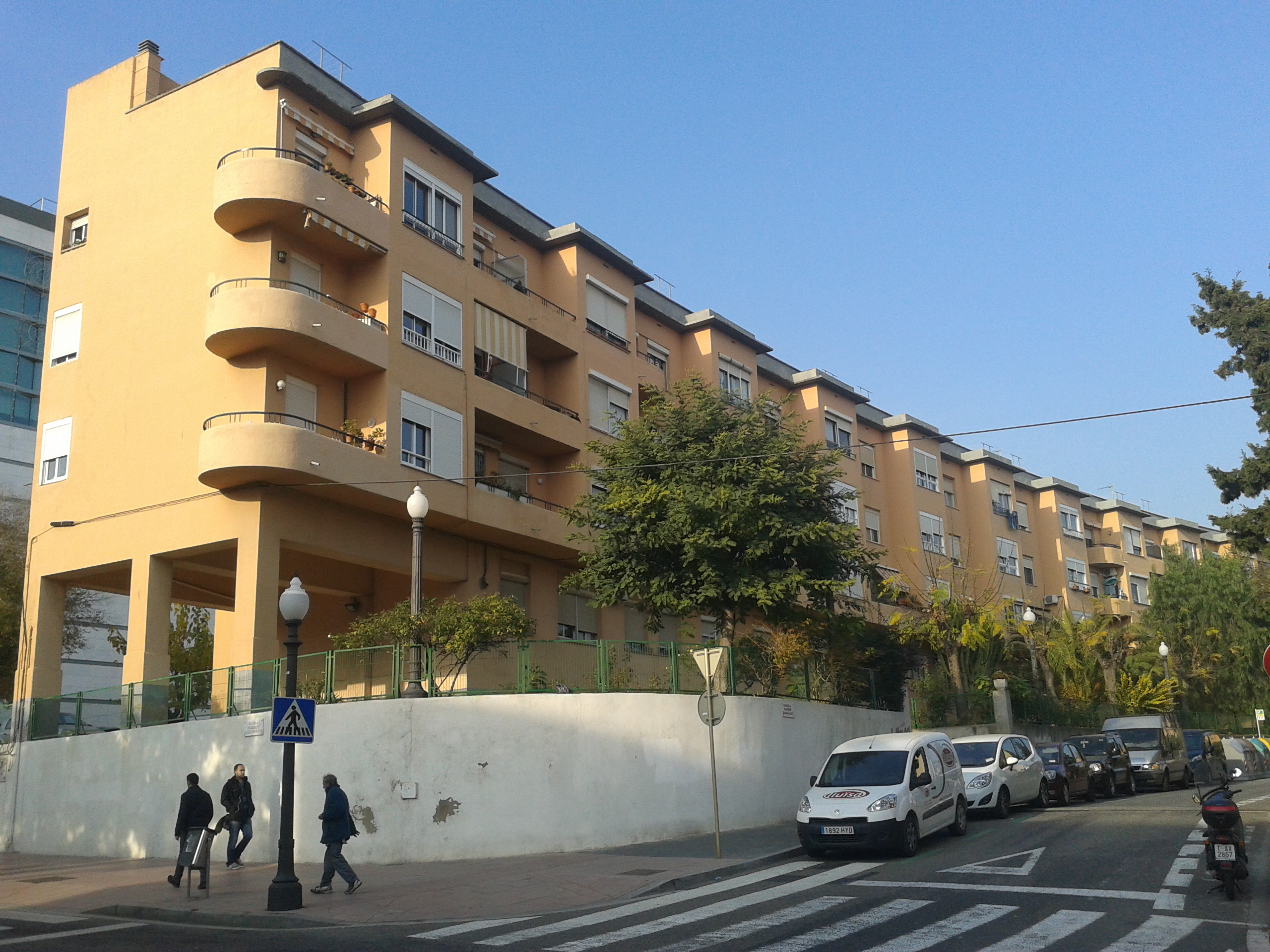
Casa Bloc (1940-1945), Tarragona

Josep Maria Monravà i López (Tarragona, 8 de mayo de 1905 - Barcelona, 28 de febrero de 1999) fue un arquitecto racionalista español. Fue miembro del GATCPAC entre 1931 y 1937. 

## Biografía
Estudió en la Escuela Técnica Superior de Arquitectura de Barcelona, donde se tituló en 1929. En 1931 se afilió como socio numerario al GATCPAC (Grupo de Arquitectos y Técnicos Catalanes para el Progreso de la Arquitectura Contemporánea). Este grupo abordó la arquitectura con voluntad renovadora y liberadora del clasicismo novecentista, así como la de introducir en España las nuevas corrientes internacionales derivadas del racionalismo practicado en Europa por arquitectos como Le Corbusier, Ludwig Mies van der Rohe, Walter Gropius y J.J.P. Oud. El GATCPAC defendía la realización de cálculos científicos en la construcción, así como la utilización de nuevos materiales, como las placas de fibrocemento o la uralita, además de materiales más ligeros como el vidrio.
Fue autor en 1930 de la sastrería y casa Malé en Tarragona (Rambla Vella 15), un edificio resultante de la reforma de dos casas situadas en chaflán, para lo que reordenó las hileras de ventanas e hizo un nuevo coronamiento para el edificio, con una máxima altura en la esquina que va descendiendo escalonadamente hacia los laterales. También en Tarragona edificó en 1931 el Instituto Politécnico (pasaje Soler i Morey s/n), trazado en forma de U con una crujía intermedia y una serie de cuatro patios.
En 1939 fue nombrado arquitecto responsable de urbanismo del Ayuntamiento de Tarragona, cargo que mantuvo hasta 1963. Fue también arquitecto delegado del Instituto Nacional de la Vivienda de la provincia de Tarragona.
Entre 1940 y 1945 realizó también en Tarragona la casa Bloc (calle Marqués de Guad-El-Jelú 1-10), por encargo de la Obra Sindical del Hogar del régimen franquista, que aún conservaba las trazas del racionalismo, en un conjunto de viviendas en bloque lineal en forma de arco de circunferencia, con edificios de tres plantas y una planta baja común en forma de soportal, en que las salas de estar sobresalen con tribunas que proporcionan un ritmo vertital al conjunto, en contraste con las líneas horizontales marcadas por los balcones.
Otras obras suyas, todas en Tarragona, fueron: el Colegio Menor Episcopal de San Pablo (1955); un garaje, taller y exposición para Renault (1956); el Cine Capitol Teatre (1956); la urbanización de la plaza Verdaguer (1959); y el traslado del coro de la Catedral de Tarragona (1963). En colaboración con Antoni Pujol Sevil realizó la Ciudad Residencial para la Obra Sindical de Educación y Descanso (1955), el Hotel Imperial Tarraco (1957) y el edificio de la Caixa de Tarragona en la Rambla Nova (1958).